# Illiria, Lutuhîne
Illiria (în ucraineană Іллірія) este localitatea de reședință a comunei Illiria din raionul Lutuhîne, regiunea Luhansk, Ucraina.

## Demografie
Componența lingvistică a localității Illiria
     Ucraineană (93,5%)
     Rusă (6,19%)
Conform recensământului din 2001, majoritatea populației localității Illiria era vorbitoare de ucraineană (93,5%), existând în minoritate și vorbitori de rusă (6,19%).